# Guapira
Guapira är ett släkte av underblomsväxter. Guapira ingår i familjen underblomsväxter.

## Bildgalleri

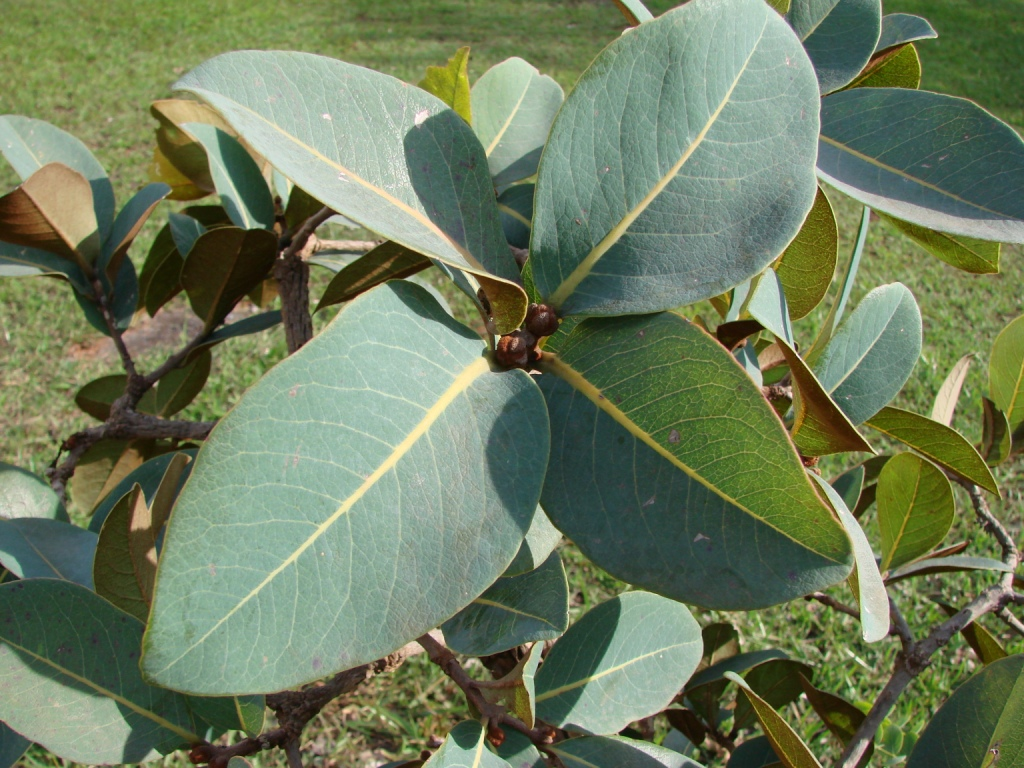
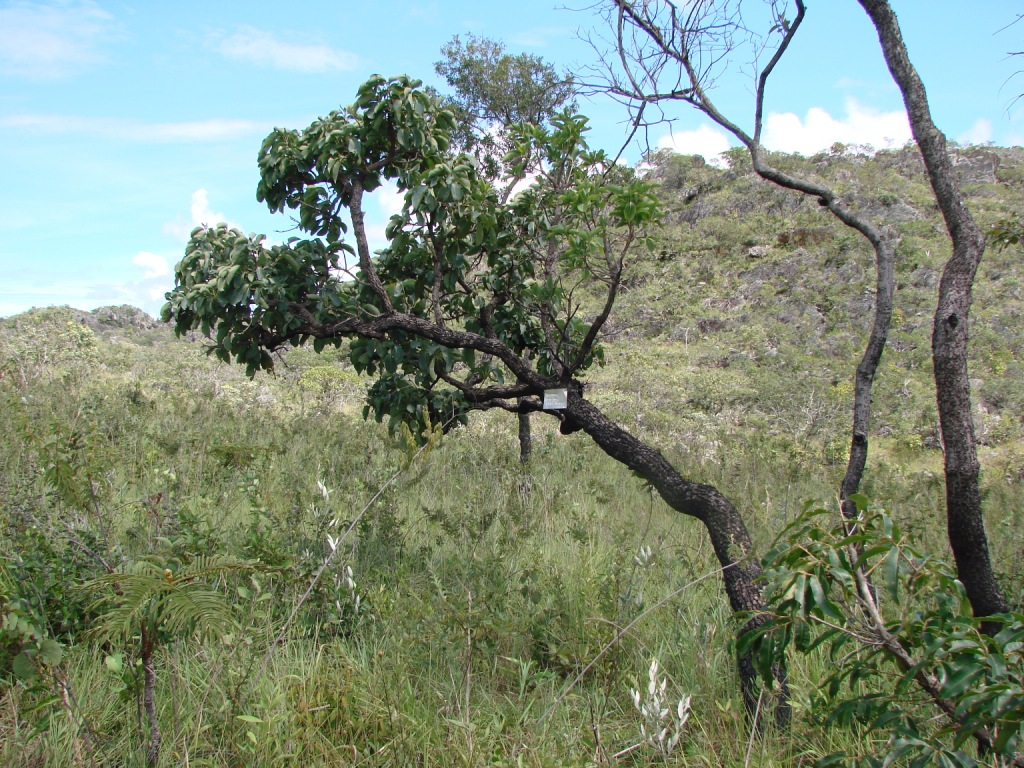
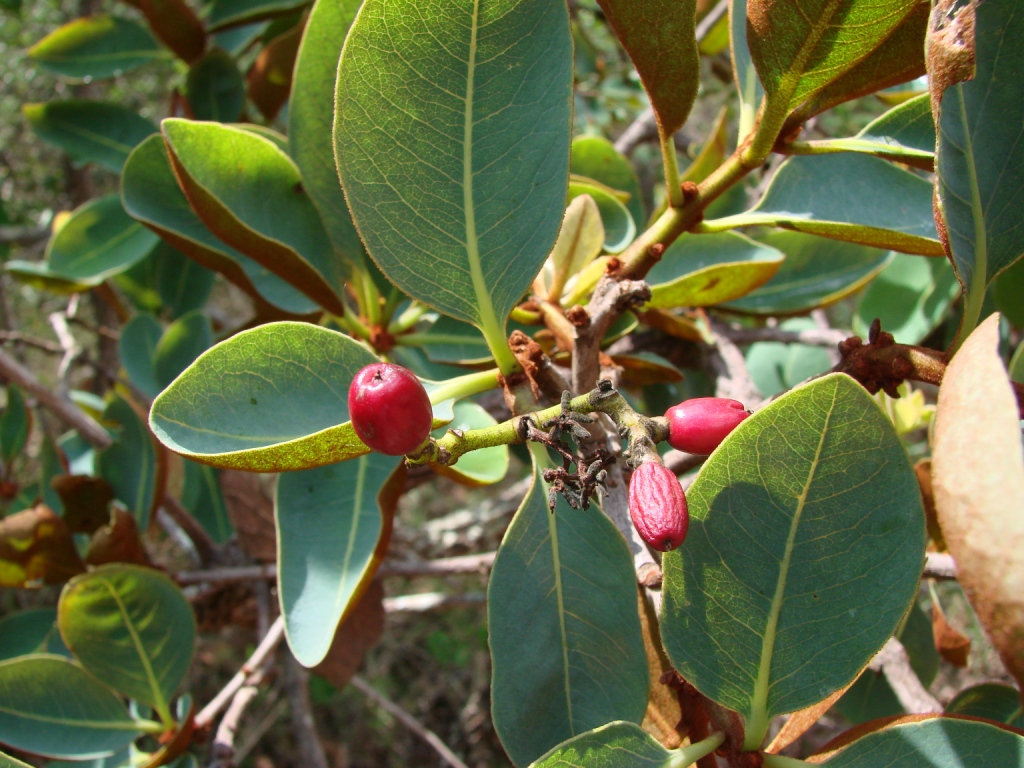
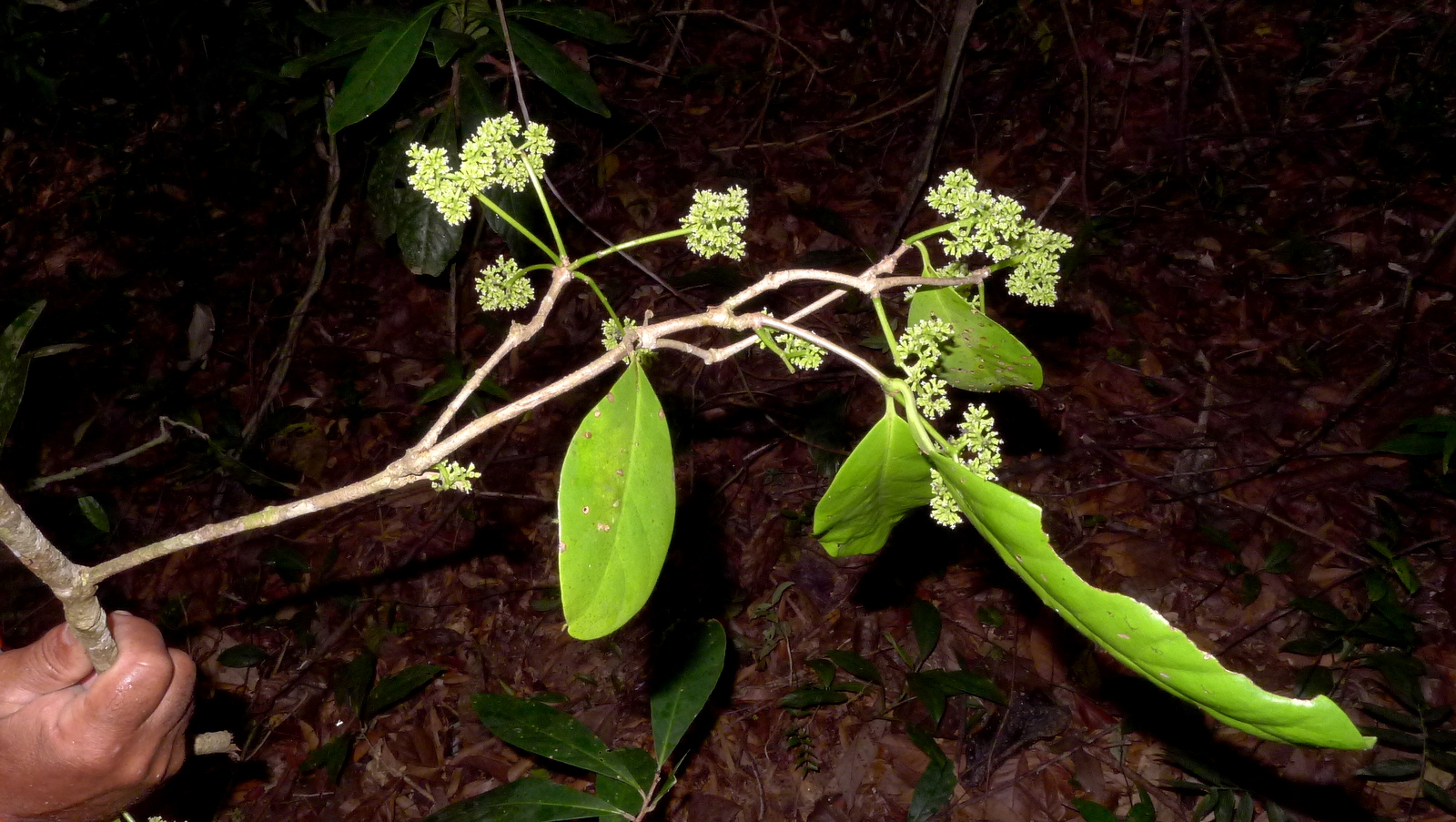
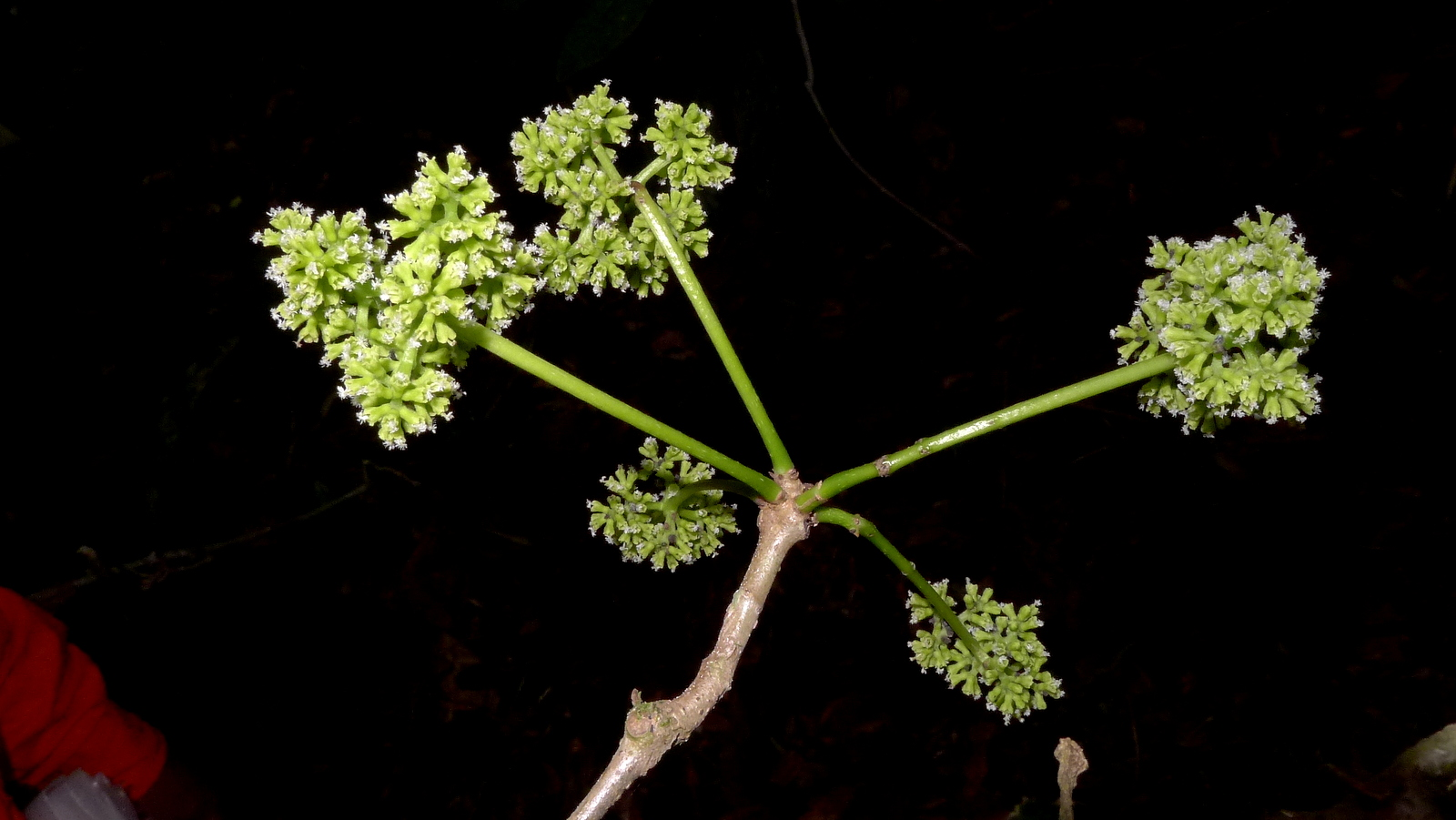
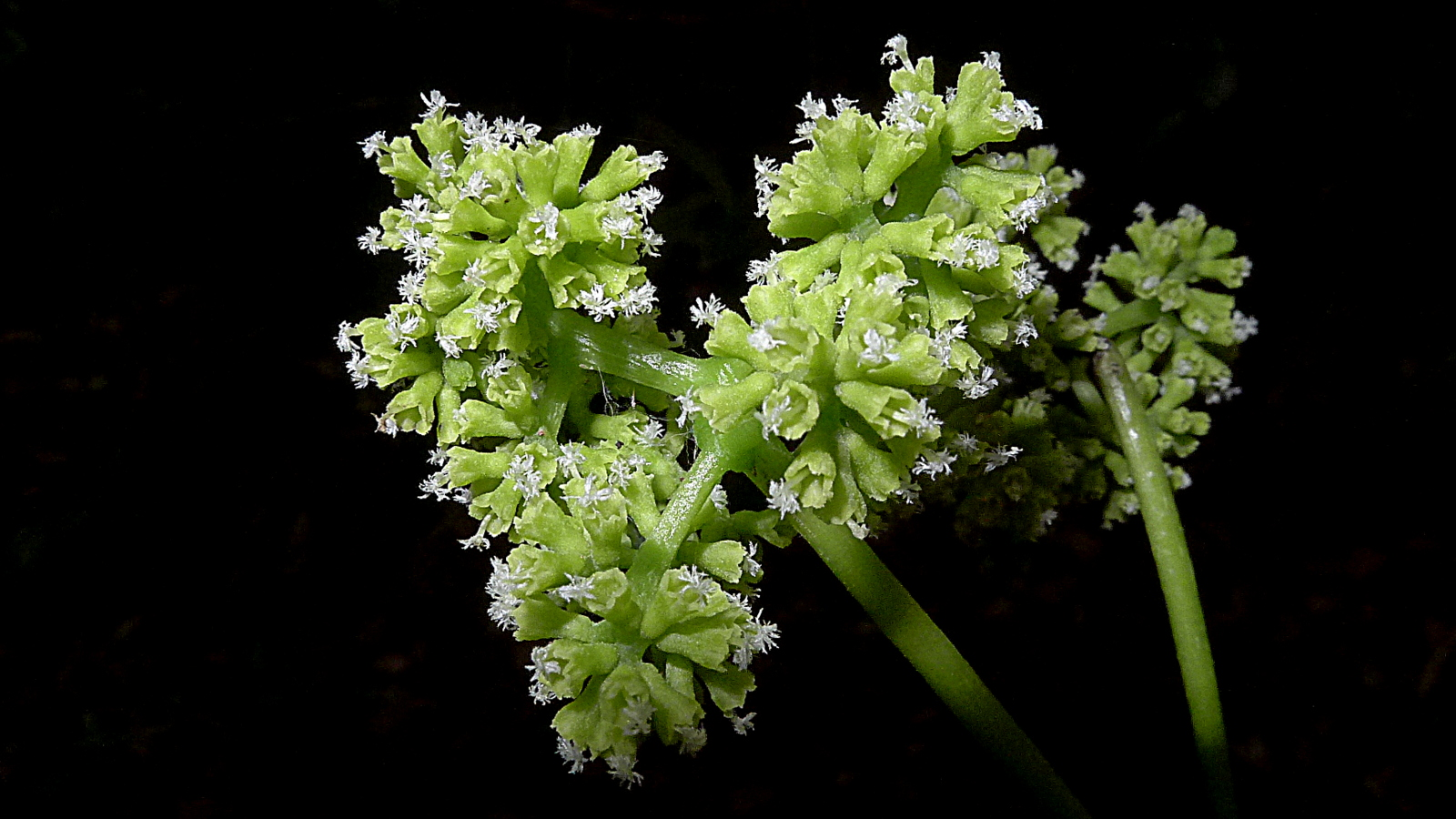

## Dottertaxa tillGuapira, i alfabetisk ordning[1]
- Guapira acuminata
- Guapira amacurensis
- Guapira asperula
- Guapira bolivarensis
- Guapira boliviana
- Guapira brevipetiolata
- Guapira cafferana
- Guapira cafferiana
- Guapira cajalbanensis
- Guapira campestris
- Guapira clarensis
- Guapira combretiflora
- Guapira costaricana
- Guapira cuspidata
- Guapira discolor
- Guapira domingensis
- Guapira eggersiana
- Guapira ferruginea
- Guapira floribunda
- Guapira fragrans
- Guapira glabriflora
- Guapira globosa
- Guapira graciliflora
- Guapira guianensis
- Guapira harrisiana
- Guapira hasslerana
- Guapira hassleriana
- Guapira hirsuta
- Guapira hoehnei
- Guapira insularis
- Guapira kanukuensis
- Guapira laxiflora
- Guapira leonis
- Guapira ligustrifolia
- Guapira linearibracteata
- Guapira loefgrenii
- Guapira longicuspis
- Guapira luteovirens
- Guapira marcano-bertii
- Guapira microphylla
- Guapira myrtiflora
- Guapira neblinensis
- Guapira nitida
- Guapira noxia
- Guapira obtusata
- Guapira obtusiloba
- Guapira olfersiana
- Guapira ophiticola
- Guapira opposita
- Guapira pacurero
- Guapira paraguayensis
- Guapira parvifolia
- Guapira peninsularis
- Guapira pernambucensis
- Guapira petenensis
- Guapira potosina
- Guapira psammophila
- Guapira pubescens
- Guapira reticulata
- Guapira riedeliana
- Guapira rotundata
- Guapira rotundifolia
- Guapira rufescens
- Guapira rusbyana
- Guapira salicifolia
- Guapira sancarlosiana
- Guapira sipapoana
- Guapira snethlagei
- Guapira suborbiculata
- Guapira suspensa
- Guapira tomentosa
- Guapira uberrima
- Guapira uleana
- Guapira venosa
- Guapira witsbergeri